# Badminton-Föderation der Ukraine

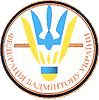
Logo des Verbandes

Die Badminton-Föderation der Ukraine (FBU) (ukrainisch Федерація бадмінтону України, ФБУ) ist die oberste nationale administrative Organisation in der Sportart Badminton in der Ukraine. Der Verband wurde 1992 gegründet.

## Geschichte
Kurz nach seiner Gründung wurde der Verband Mitglied in der Badminton World Federation, damals als International Badminton Federation bekannt, und Mitglied im kontinentalen Dachverband Badminton Europe, zu der Zeit noch als European Badminton Union firmierend. 1992 starteten die nationalen Titelkämpfe und die Juniorentitelkämpfe, 2009 die Kharkiv International.

## Bedeutende Veranstaltungen, Turniere und Ligen
- Kharkiv International
- Ukrainische Meisterschaft
- Mannschaftsmeisterschaft
- Juniorenmeisterschaft

## Bedeutende Persönlichkeiten
- Viktor Shvachko – Präsident